# Història de l'Epir del Nord de 1913 a 1921

L'Epir és una regió a cavall entre Grècia i Albània. Sobre aquest mapa es pot veure l'extensió aproximada de l'Epir antic (en gris), de l'actual prefectura grega de l'Epir (en taronja), de la part habitada majoritàriament per «Grecs albanesos » (en verd) i els límits de l'Epir del Nord» en punts. Gjirokastre (Argyrokastro) i Korçë (Koritsa o Koritza) foren les dues principals ciutats de l'Epir del Nord.

La història de l'Epir del Nord de 1913 a 1921 està marcada per la voluntat de énosis, o sigui la reunió a l'estat nacional grec, de la minoria grega present en aquesta regió del Sud d'Albània i pel desig irredentista del regne hel·lènic d'annexar-lo.
Durant la Primera Guerra Balcànica, l'Epir del Nord, que tenia una important comunitat ortodoxa de llengües grega i albanesa, fou ocupat al mateix temps que l'Epir del sud per l'exèrcit grec, victoriós sobre els otomans. Atenes desitjava annexar aquests territoris. No obstant això, Itàlia i Àustria-Hongria s'hi oposaren i el tractat de Florència de 1913 va confiar l'Epir del Nord al nou principat d'Albània, de població majoritàriament musulmana. L'exèrcit grec va desallotjar la regió però els epirotes cristians rebutjaren la decisió internacional i decidiren de formar, amb el suport tàcit de Grècia, un govern autònom a Argyrokastro (Gjirokastre).
Enfront de la inestabilitat d'Albània, l'autonomia de l'Epir del Nord fou finalment confirmada per les grans potències per la signatura del protocol de Corfú del 17 de maig de 1914. L'acord reconeixia les especificitats dels epirotes i el seu dret de tenir la seva pròpia administració i el seu propi govern sota la sobirania nominal d'Albània. Malgrat tot, l'acord no fou mai realment efectiu perquè el govern albanès es va enfonsar l'agost i el príncep Guillem de Wied, elegit sobirà del país el febrer, tornà a Alemanya el setembre.
Poc després de l'esclat de la Primera Guerra mundial, l'octubre de 1914, el regne de Grècia va reocupar doncs la regió. No obstant això, l'actitud ambigua d'Atenes cara a les potències centrals durant la Gran guerra empenyé a França i Itàlia a envair al seu torn l'Epir el setembre de 1916. No obstant això, al final del primer conflicte mundial, l'acord Tittoni-Venizélos preveia la incorporació de la regió a Grècia. El canvi de govern a Roma i les dificultats militars de Grècia enfront de Turquia de Mustafa Kemal van afavorir tanmateix a Albània, que va rebre finalment la regió el 9 de novembre de 1920.

## Població de la regió

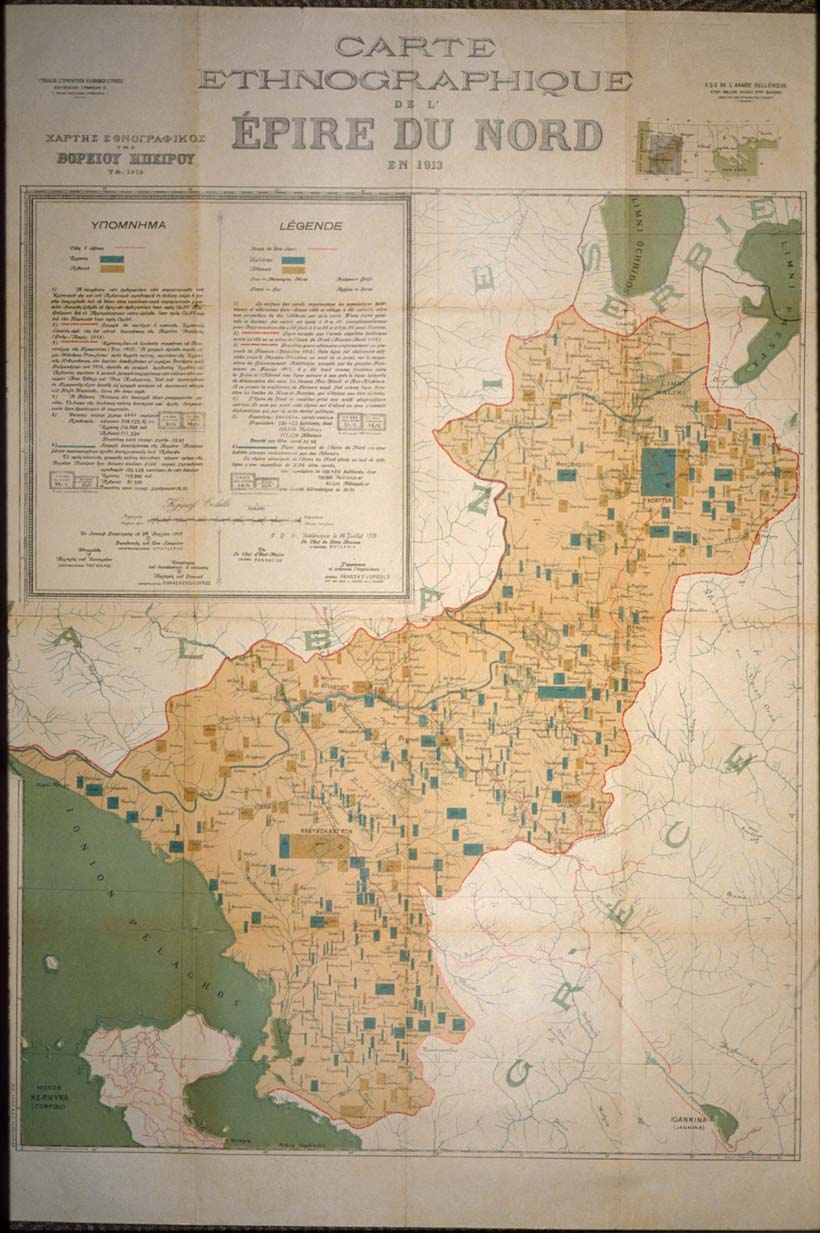
Mapa etnogràfic de l'Epir del Nord l'any 1913 presentat per Grècia a la Conferència de pau de París (1919).

L'últim cens organitzat a l'Epir del Nord pels otomans l'any 1908 comptava 128 000 ciutadans ortodoxos i 95 000 altres musulmans. Entre els cristians, de 30 000 a 47 000 parlaven exclusivament el grec modern. La resta de la comunitat era bilingüe. La seva llengua vernacular era un dialecte albanès però la seva alfabetització es va fer en grec, llengua també utilitzada en les activitats culturals, comercials i econòmiques. A més, una part dels ortodoxos albanofons expressava un fort sentiment nacional grec i són aquests els que sostingueren més que ningú el moviment autonomista epirota.
En la regió, l'oposició entre poblacions musulmanes i cristianes era tradicional. El setembre de 1906, dels nacionalistes musulmans van assassinar el metropolità ortodox Photios de Koritsa, acusant-lo de ser un agent del panhel·lenisme. Actuant així, van crear un malestar entre les comunitats, al qual fins i tot els nacionalistes cristians albanesos de la diaspora no van escapar. En aquest context, el suport dels epirotes ortodoxos a un govern albanès exclusivament dirigit per líders musulmans (d'altra banda oposats els uns als altres) era doncs lluny de fer la unanimitat l'any 1914.

## L'Epir en les Guerres balcàniques

### La Grècia envaeix l'Epir

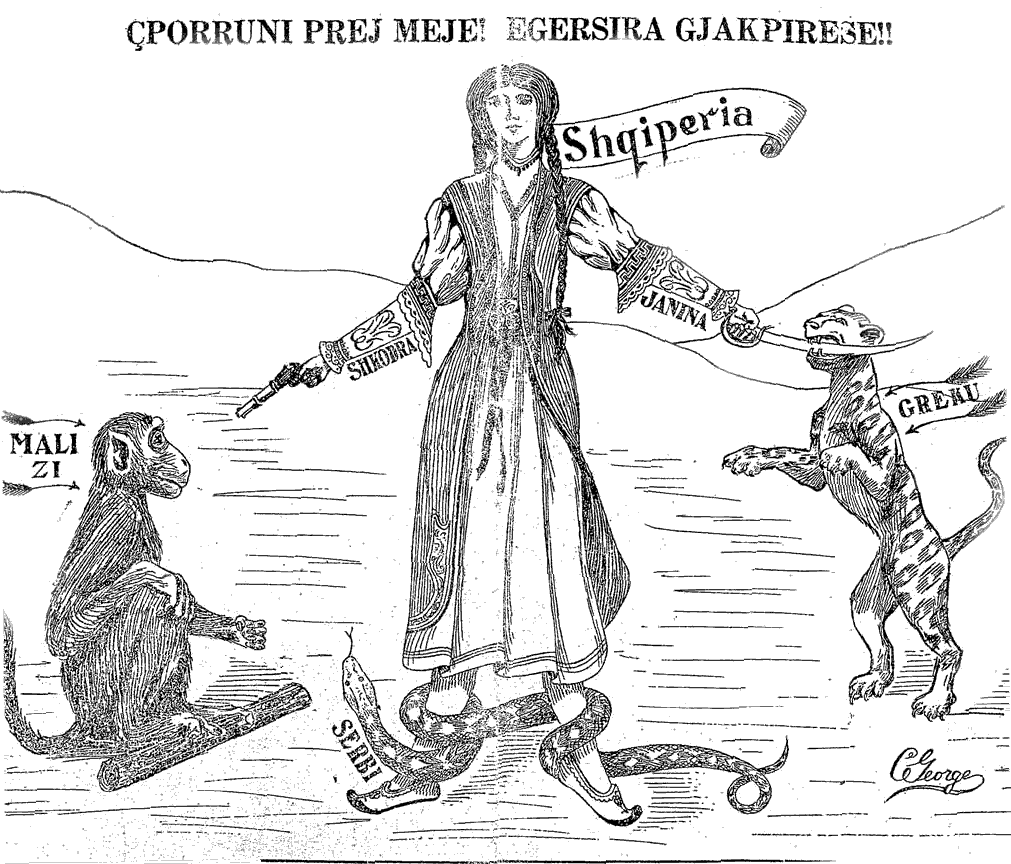
Caricatura albanesa mostrant el país defensant-se contra els seus veïns. Montenegro és representat sota els munyits d'un mico, Grècia sota els d'un lleopard i Sèrbia sota els d'una serp. El text en albanès diu : «Allunyeu-vos de mi ! Bèsties assedegades de sang ! ».

El març 1913, l'exèrcit grec, en guerra contra l'Imperi Otomà en el marc del primer conflicte balcànic, va fer una bretxa en les fortificacions turques de l'Epir a la batalla de Bizani, a continuació va conquistar la ciutat de Janina abans de dirigir-se més al nord. Alguns mesos abans, el 5 de novembre de 1912, la ciutat de Himara, sobre la mar Jònica, havia passat sota domini grec després que un natiu de la regió, l'oficial de gendarmeria Spyros Spyromilios, hi va desembarcar i se'n va apoderar després d'una curta batalla. Al final de la guerra, les forces hel·lenes controlaven la major part de l'Epir històric, arribant a una línia que anava de les Muntanyes Ceràuniques a l'altura de Himara, fins al llac Prespa, més a l'est.
Al mateix temps, la nació albanesa es va despertar. El 28 de novembre de 1912, el polític Ismail Qemali va proclamar la independència d'Albània a Valona i va formar govern provisional. Aquest no arriba tanmateix a imposar-se més que en la regió de Valona: a Durazzo (actual Durrës), el general otomà Essad Pasha va formar un «Senat central albanès» i els caps de tribus continuaven a sostenir la idea d'un govern otomà. De fet, la major part del que va formar després l'estat albanès estava ocupat per Grècia (al sud) i Sèrbia (al nord).

### Délimitation de la frontera gréco-albanaise

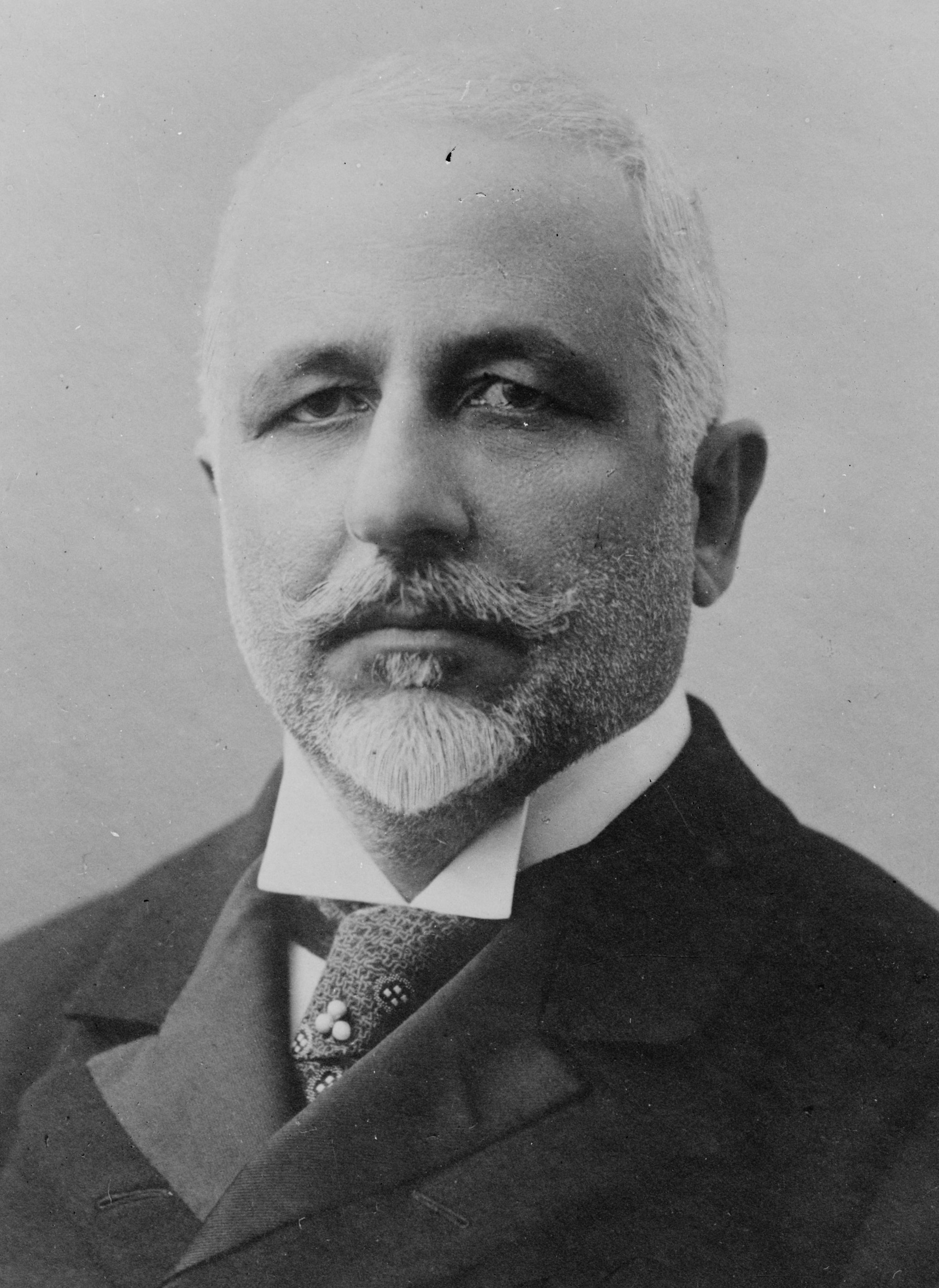
El ministre italià Tommaso Tittoni, partidari d'un Epir del Nord albanès.

Després de la Primera Guerra balcànica, la idea d'un estat albanès independent fou sostinguda per les grans potències europees, i sobretot per l'Àustria-Hongria i Itàlia. Però aquests dos països buscaven en realitat a controlar Albània que, segons les paraules del ministre d'Afers estrangers italià Tommaso Tittoni, donaria al que la posseís una « incontestable supremacia sobre la mar Adriàtica». L'annexió de Scutari pel Sèrbia i la possibilitat que la frontera grega passés a alguns quilòmetres només de Vlora o Valona, van disgustar fortament a aquestes potències,.
El setembre de 1913, una comissió internacional es va posar en marxa amb la finalitat de delimitar la frontera entre Grècia i Albània. Posada sota l'ègida de les grans potències, aquesta comissió no triga pas a dividir-se entre delegats italians i austro-hongaresos d'una part, i delegats de la Triple Entesa (França, Regne Unit i Rússia) d'altra part. Els primers consideraven els habitants de la regió com albanesos, mentre que els segons objectaven que tot i que, en certs pobles, les velles generacions eren albanofones, la totalitat de la jove generació era grega per la seva cultura, els seus sentiments i les seves aspiracions. És finalment la visió italo-austro-hongaresa la que va acabar per imposar-se.

### Protocol de Florència

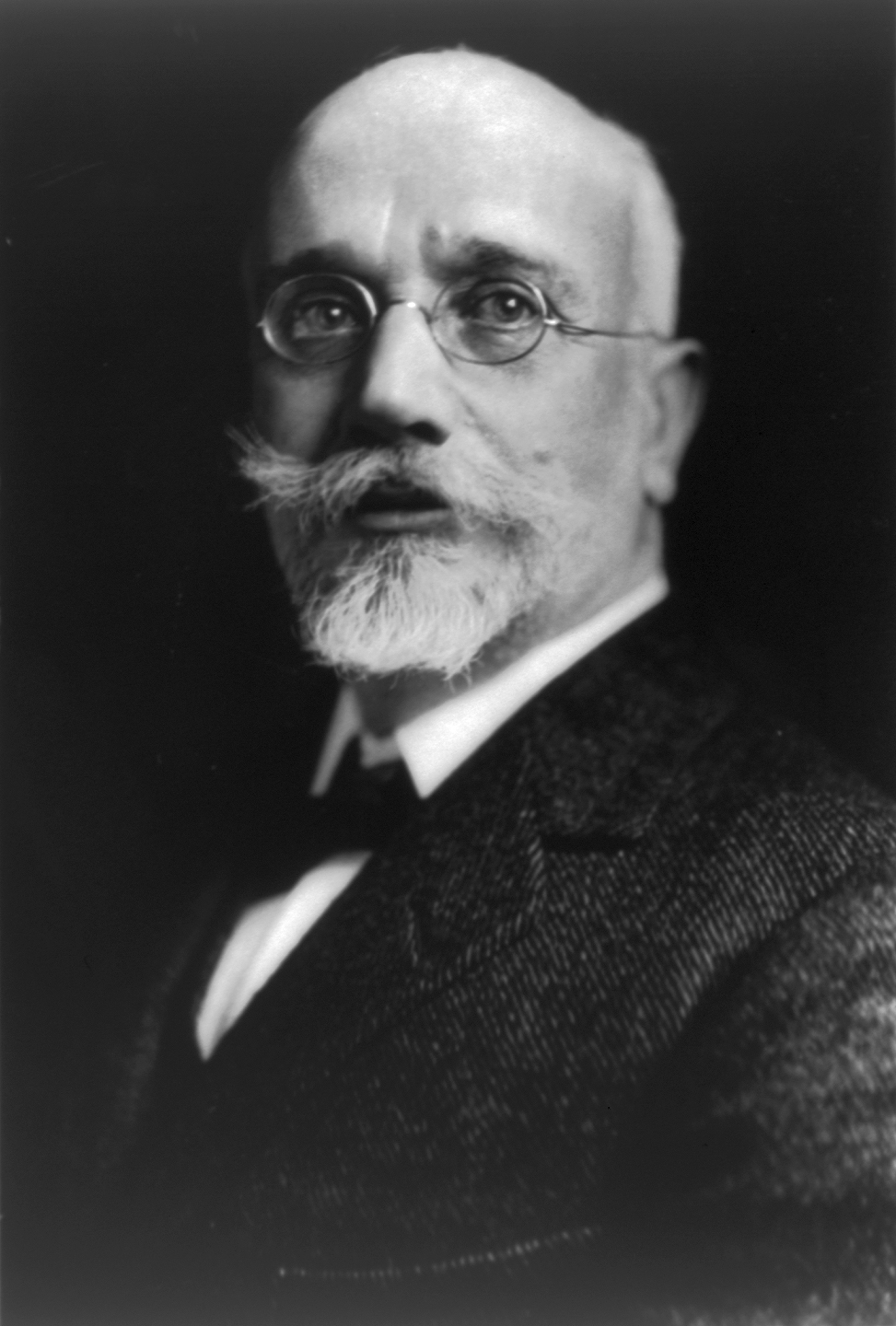
El Primer ministre grec Elevthérios Venizelos.

Malgrat les protestes oficials d'Atenes, elprotocol de Florència del 17 de desembre de 1913 va atribuir la possessió de tot l'Epir del Nord al principat d'Albània. Després de la signatura del text, els representants de les grans potències lliuraren una nota al govern grec demanant de desallotjar militarment la regió. El Primer ministre grec Elevthérios Venizelos va accedir llavors a aquesta demanda, en l'esperança de guanyar-se el favor de les potències i d'obtenir el seu suport en la qüestió de la sobirania de les illes del Nord de la mar Egea que li disputava l'Imperi Otomà.

## Les conseqüències del protocol de Florència

### L'Epir del Nord declara la seva independència
La cessió de l'Epir del Nord a l'Albània es revela ràpidament molt impopular entre els cristians de la regió. Els partidaris de l'énosis (la reunió del territori al regne hel·lènic) es van sentir traïts pel govern de Elevthérios Venizelos, què va refusar sostenir-los per les armes. A més la retirada progressiva de l'exèrcit grec de la regió feia córrer el risc de permetre a les forces albaneses de prendre el control de l'Epir del Nord. Amb la finalitat d'evitar aquesta eventualitat, els irredentistes epirotes van decidir de posar per endavant la seva pròpia identitat i crear un govern autònom,.

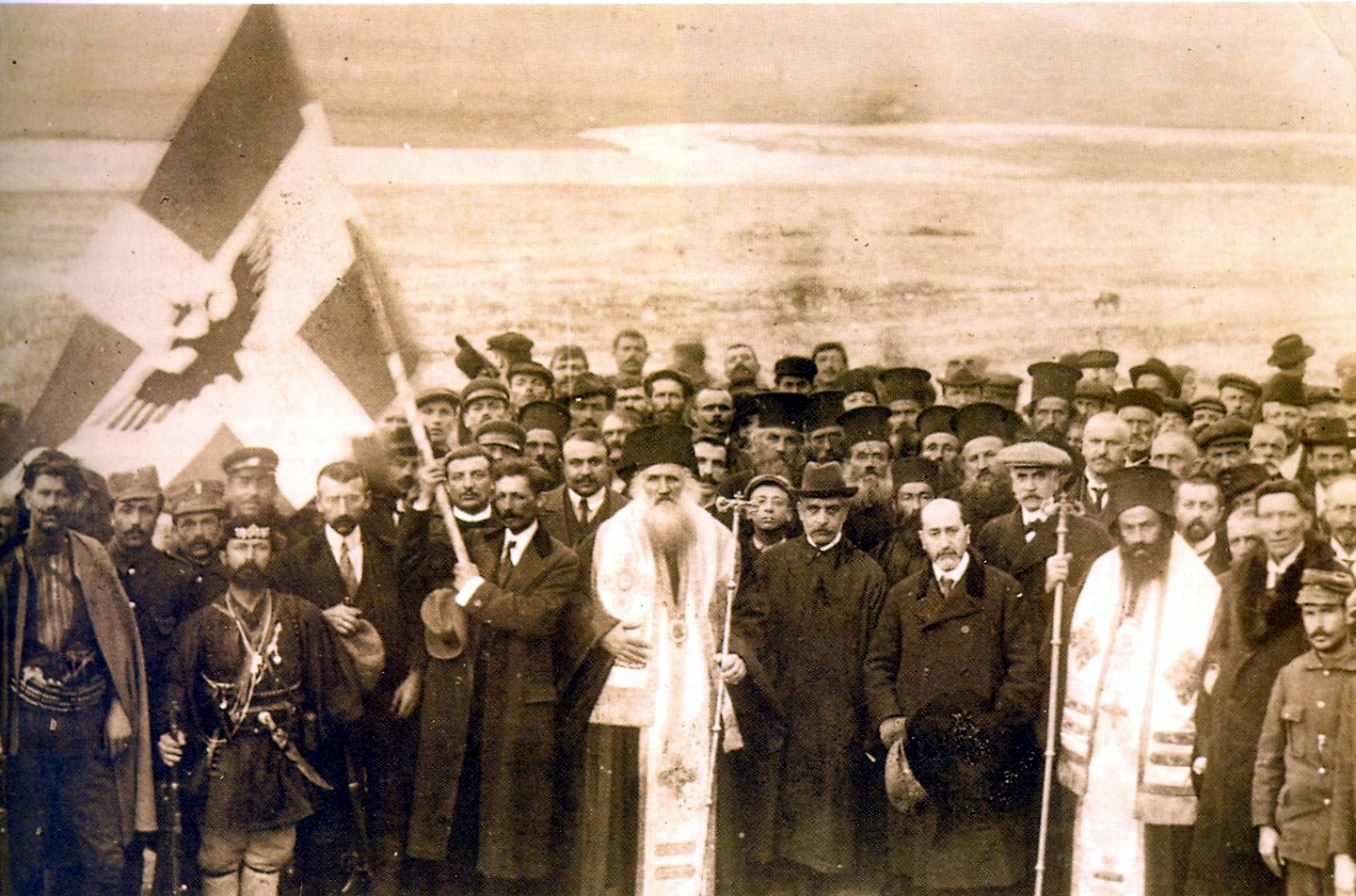
Fotografia presa en el moment de la declaració d'independència oficial de l'Epir del Nord, el 1er de març de 1914. El president Georgios Christakis-Zographos, membres del govern, del clergé i del personal militar i civil local apareixen al primer pla.

Georgios Christakis-Zographos, un home polític procedent de Lunxhëri i antic ministre grec d'Afers estrangers, va prendre llavors la iniciativa i va iniciar converses amb els representants de les poblacions de la regió en un «consell pan-epirote ». Seguidament es va proclamar una República autònoma de l'Epir del Nord el 28 de febrer de 1914 a Argyrokastro i es va formar un govern provisional per sostenir els objectius del nou Estat,.
Georgios Christakis-Zographos esdevingue llavors president del govern provisional. En el seu discurs del 2 de març (data de la independència oficial de l'Epir), va explicar que les aspiracions nacionals dels epirotes havien estat totalment ignorades i que les grans potències no només havien rebutjat la possibilitat d'una autonomia a l'interior del principat d'Albània sinó que igualment refusaven donar a la població de la regió les garanties dels seus drets fonamentals. Per tant, el polític va concloure que els epirotes refusaven acceptar el destí que els havien imposat les potències :
« Del fet dels drets inaliénables de cada poble, el desig de les grans potències de crear per la Albània, un títol vàlid i respectat destinat a dominar la nostra terra i sotmetre'ns és impotent cara als fonaments de la justícia divina i humana. La Grècia no té pas més el dret de prosseguir la seva ocupació del nostre territori simplement per trair-nos contra la nostra voluntat davant un tirà estranger. 

Lliure de tot lligam, inhàbil de viure unida a la Albànie en aquestes condicions, l'Epir del Nord proclama la seva independència i crida els seus ciutadans a posar en marxa tots els sacrificis necessaris per defensar la integritat del seu territori i les seves llibertats contra tots els atacs, vinguin d'on vinguin ».

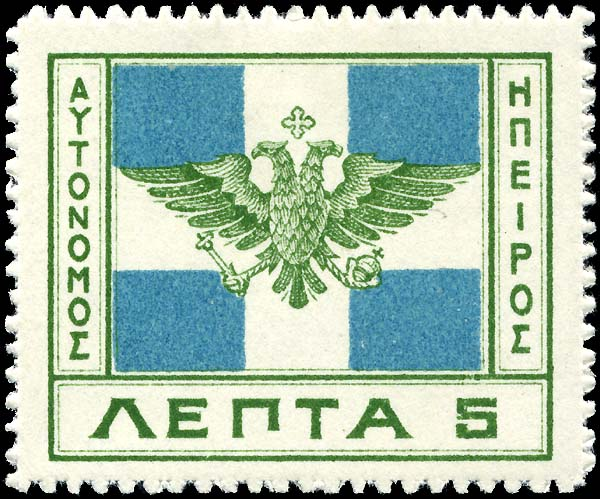
Segell de correus epirota mostrant la bandera nacional (1914).

El nou estat no va trigar pas a dotar-se dels símbols nacionals. La bandera que es va escollir fou una variant de l'ensenya grega composta d'una creu blanca sobre fons blau contenint un àguila de dos caps romana d'Orient de color negre.

Els dies següent a la proclamació d'independència, Alexandros Karapanos, un nebot de Zographos futur diputat d'Arta (a Grècia), fou nomenat ministre dels Afers estrangeres de la república. El coronel Dimítrios Doúlis, originari de Nivice, va dimitir de l'exèrcit grec per esdevenir ministre dels Afers militars a l'Epir. Molt ràpidament, arriba a mobilitzar un exèrcit constituït de 5 000 voluntaris. El bisbe local, monsenyor Basil, va rebre el càrrec de ministre de la Religió i de la Justícia. Una trentena d'oficials grecs d'origen epirota així com simples soldats van desertar l'exèrcit grec per sumar-se als revolucionaris. Aviat, grups armats, com el batalló sagrat de Spyros Spyromilios establert a la regió de Himara, es van posar en marxa amb l'objectiu de rebutjar tota incursió en el territori de la república autònoma. Els primers districtes a sumar-se al govern epirota fora de Argyrokastro foren els de Himara, Aghioi Saranta i Përmet.

### La Grècia desallotja la regió

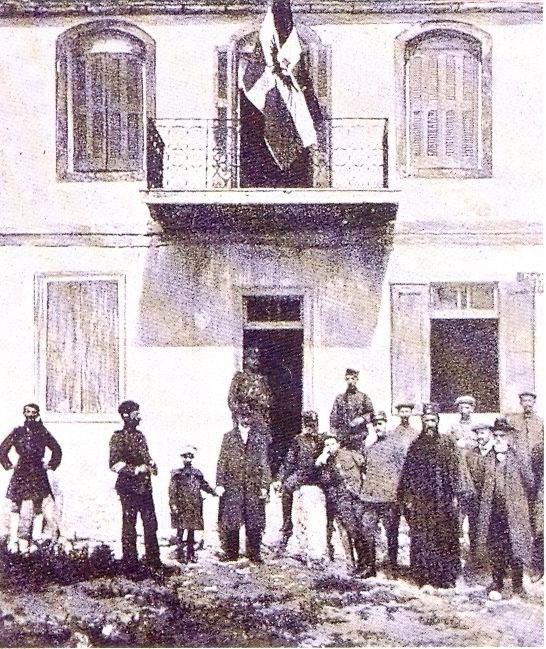
El quarter general epirota a Aghioi Saranta (actual Saranda), l'abril 1914. Fotografia apareguda en L'Illustration.

Tement de descontentar les grans potències, el govern grec es mostra poc propens a sostenir els insurgents. L'evacuació de les tropes hel·lenes, començada el març, es va prosseguir doncs lentament fins al 28 d'abril, data en la qual no quedaven ja soldats estrangers sobre el territori. Oficialment, Atenes va intentar dissuadir als epirotes de tota forma de resistència i assegurava a la població que les grans potències i la Comissió de control internacional (una organització creada per les potències per assegurar la pau i la seguretat en la regió) estaven llestes a garantir els seus drets. No obstant això, a continuació de la declaració de Argyrokastro, Georgios Christakis-Zographos va enviar un missatge als representants locals de Korytsa perquè es sumessin ells-també al moviment. No obstant això, el capitost grec de la ciutat, el coronel Kontoulis, va seguir escrupolosament les ordres de la seva jerarquia i va declarar la llei marcial, amenaçant d'abatre tota persona que exhibís la bandera de l'Epir del Nord. Així, quan el bisbe de Kolonjë, el futur Spyridon Ier d'Atenes, va proclamar l'autonomia, Kontoulis el feu detenir immediatament i a continuació el va expulsar.
L'1 de març, Kontoulis va transmetre el poder a la nova gendarmeria albanesa, constituïda principalment d'antics desertors de l'exèrcit otomà posats sota el comandament d'oficials holandesos i austríacs. El 9 de març, la marina grega va organitzar a més un bloqueig sobre el port de Aghioi Saranta, que havia estat una de les primeres ciutats a sumar-se al moviment autonomista. Es compten nombrosos incidents esporàdics entre unitats de l'exèrcit grec i dels insurgents epirotes, fent cadascun algunes víctimes de part i d'altra.

### Entre negociacions i conflicte armat
Mentre que les tropes gregues es retiraven de la regió, un conflicte armat esclata entre les forces albaneses lleialistes i les autonomistes épirotes. En les regions de Himara, de Aghioi Saranta, de Argyrokastro i de Dhelvinion, la insurrecció es desenvolupa des dels dies següents a la declaració d'independència i les forces autonomistes aconseguiren a aturar la gendarmeria i les unitats irregulars albanesas,. Però, conscient que les grans potències no estaven pas llestes a acceptar l'annexió de l'Epir del Nord per Grècia, Georgios Christakis-Zographos va suggerir tres solucions diplomàtiques per regular el conflicte :
- l'autonomia completa de l'Epir sota la sobirania nominal d'un príncep albanès ;
- una autonomia administrativa i cantonal sobre el model suís ;
- un control i una administració directe per les grans potències europees.[23]

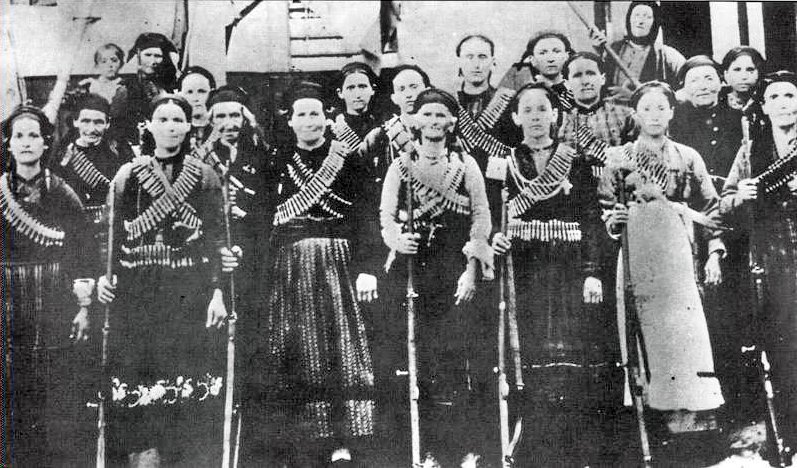
Un grup de dones epirotes armades a la regió de Argyrokastro, l'agost de 1914.

Alguns dies més tard, l'11 de març, un arranjament provisional del conflicte fou negociada pel coronel holandès Thomson a Corfú. El poder albanès es va mostrar disposat a acceptar l'existència d'un govern autonomista amb poders limitats, però el representant epirota Alexandros Karapanos va exigir obtenir un estatut d'autonomia completa, el que fou refusat pels delegats del govern de Durazzo. Per consegüent, les negociacions es van embarrancar. Al mateix temps, les bandes epirotes van entrar a Ersekë abans de dirigir-se cap a Frashër i Korytsa.
A aquest moment la quasi-totalitat del territori reivindicat pels insurgents (menys Koritsa) estava en mans del govern autonomista. El 22 de març, un batalló sagrat procedent de Bilisht va arribar als voltants de Koritsa i es va reunir amb la guerrilla local abans d'iniciar violents combats de carrer a la ciutat. Durant diversos dies, les unitats autonomistes arriben a prendre el control de la ciutat però els reforços albanesos es van presentar davant Koritsa el 27 de març i la ciutat va tornar al control de gendarmeria albanesa.
Al mateix temps, la Comissió de control internacional va decidir d'intervenir en el conflicte amb l'objectiu d'aturar l'escalada de la violència i l'extensió del conflicte armat. El 6 de maig, la Comissió contacta doncs a Georgios Christakis-Zographos amb l'objectiu de començar negociacions sobre una nova base. El polític va acceptar la proposició i un armistici es va acordar l'endemà. Però, quan l'aturada del foc va entrar en vigor, les forces nord epirotes ja havien ocupat les altures dominant Koritsa, fent així imminent la rendició de la guarnició albanesa de la ciutat.

## Del reconeixement de l'autonomia a la guerra civil albanesa

### El protocol de Corfú

Georgios Christakis-Zographos, cap del govern epirote.

Noves negociacions foren llavors organitzades a Corfú. El 17 de maig de 1914, els representants albanesos i épirotes hi van signar un acord conegut sota el nom de protocol de Corfú. Segons aquest tractat, les províncies de Koritsa i de Argyrokastro, que constitueixen l'Epir del Nord, havien d'adquirir una autonomia completa (en tant#que « corpus separatum ») sota la sobirania nominal del príncep Guillem de Wied,. El govern albanès havia de nomenar-hi i cessar els governadors i els alts funcionaris, però prenent en compta tant com fos possible la voluntat dels habitants de la regió. D'uns altres codicils del tractat implicaven el reclutament proporcional dels epirotes en la gendarmeria local i la restricció de la conscripció a les persones procedents de la regió. En les escoles ortodoxes, la llengua grega havia de ser l'única en ús, llevat dels tres primers anys d'estudis on l'albanès seria obligatori. En els afers públiques en canvi, les dues llengües eren posades en igualtat, hi compresos en el domini de la justícia i dels consells electorals. Finalment, els privilegis concedits a la ciutat de Himara pels otomans havien de ser renovats i un estranger havia de ser nomenat a la plaça de «capità» (és- a-dir de governador) durant deu anys.
El protocol fou finalment ratificat pels representants de les grans potències a Atenes el 18 de juny i pel govern albanesos el 23 de juny. Una assemblea de delegats epirotes reunida a Dhelvinion la va aprovar igualment, malgrat les protestes dels representants de Himara, que consideren que només la énosis era una solució viable per la regió. El 8 de juliol, les ciutats de Tepelen i de Koritsa passaren finalment sota el control del govern autònom.

### La inestabilitat d'Albània i el retorn de Grècia
Poc després de l'inici de la Primera Guerra Mundial, Albània va conèixer un període d'inestabilitat polític i de caos. El país es va dividir llavors en una multitud de governs regionals, oposats els uns als altres. Degut a aquesta situació, elprotocol de Corfú no va permetre restaurar la pau a l'Epir i conflictes armats esporàdic van continuar produint-se. El príncep Guillem de Wied i la seva família escolliren doncs d'abandonar el país el 3 de setembre. Els dies següents, una unitat epirota, sense l'aval del govern autònom, va organitzar un atac contra la guarnició albanesa present a Berat. Va aconseguir capturar la ciutadella durant alguns dies, mentre que les tropes albaneses lleials a Essad Pasha organitzaven en represàlia operacions militars a petita escala.
A Grècia, el govern de Elevthérios Venizelos es va inquietar per la situació albanesa: temia que la inestabilitat del país no desemboqués en un conflicte més gran. Massacres interètniques, afectant successivament als cristians i als musulmans es van produir i nombrosos epirotes van anar a refugiar-se a Grècia. Després d'haver-hi rebut l'aprovació de les grans potències, que van advertir no obstant del caràcter temporal del seu dret d'intervenció, Atenes va enviar el seu exèrcit a l'Epir del Nord el 27 d'octubre de 1914. Alguns dies més tard, Itàlia aprofitava els esdeveniments per intervenir al seu torn sobre el territori albanès i ocupava militarment la ciutat de Vlora (Valona) i l'illa de Sazan (Saseno), situades en la regió estratègica del canal d'Òtranto.
Satisfets del retorn de l'exèrcit grec i considerant que havien aconseguit de posar en obre la énosis, els representants de la república autònoma de l'Epir del Nord van dissoldre llavors les institucions que havien posat en marxa. El vell cap dels autonomistes, Georgios Christakis-Zografos, va retornar a ser algun temps després ministre dels Afers estrangeres de Grècia.
Però a la regió no tots estaven satisfets amb el retorn dels Grecs. En el districte de Koritsa, els patriotes albanesos organitzaren allí la lluita en favor del retorn del seu territori al si de les fronteres d'Albània. Entre aquests insurgents, alguns eren musulmans (com el cap de banda Salih Budka) però d'unes altres es reclamen de la ortodòxia albanesa (com Themistokli Gërmënji).

## L'Epir del Nord enfronta la Primera Guerra mundial

### L'ocupació grega (octubre 1914-setembre 1916)

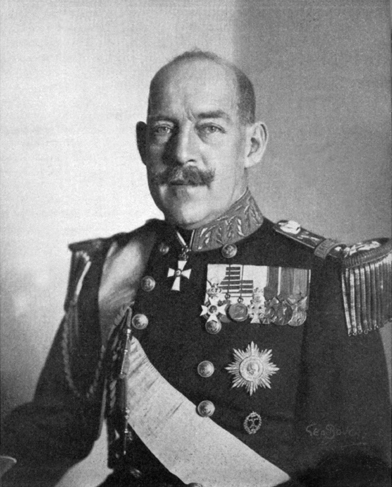
El rei Constantí Ier de Grècia.

Mentre que la Primera Guerra Mundial es desenvolupava en els Balcans, Grècia, la Itàlia i les potències de la Triple Entesa decidien que la sort de l'Epir del Nord seria regulada al final del conflicte. No obstant això, l'agost 1915, Elevthérios Venizelos proclama, davant el Parlament hel·lénic, que «sols una falta colossal » podria d'ara endavant separar la regió de la resta de la Grècia.
Després del cessament del primer ministre en desembre 1915, el rei dels grecs Constantí I i el seu nou govern van determinar que aprofitarien la situació internacional per incorporar formalment la regió a l'estat grec. En els primers mesos de l'any 1916, la població de l'Epir del Nord va participar en les eleccions legislatives gregues i va enviar 16 representants a l'Assemblea, a Atenes. Finalment, el març, la unió de la regió al regne fou proclamada oficialment i el territori dividit en dues prefectures: Argyrokastro i Koritsa.

### De l'ocupació francoitaliana al retorn de Venizelos a Atenes
El refredamant de les relacions diplomàtiques entre Grècia i les potències de l'Entesa així com l'esclat de l'anomenat cisme nacional en el regne hel·lè provocaren nous girs a l'Epir del Nord. El setembre de 1916, França i Itàlia decidiren d'ocupar militarment la regió i expulsar-ne les tropes reialistes gregues. Roma va envair així la prefectura de Argyrokastro i no triga pas a expulsar a tots aquells que considerava com a partidaris de l'hel·lenisme. El metropolità ortodox Basil de Argyrokastro fou expulsat del seu bisbat mentre que noranta líders grecs de la regió de Himara (entre els quals l'alcalde de la ciutat) foren deportats a l'illa de Favignana o a Líbia.

La bandera de la república de Koritza, fundada pels francesos.

Del seu costat, la França va considerar per un moment de reemplaçar, en el districte de Koritsa, els funcionaris realistes grecs per venizelistes però com que l'anarquia s'intensificava a la regió, li va imposa finalment un domini més directe. Sota l'ègida del general Maurici Sarrail i del seu representant el coronel Descoins, la ciutat i els seus voltants van obtenir les seves pròpies institucions autònomes i formaren la « república de Koritsa » (o « república de Kortcha »). En aquesta nova entitat política, els musulmans, majoritaris (amb 122 315 habitants), serien representats en paritat amb els cristians (82 245 habitants). L'albanès hi va esdevenir l'única llengua oficial i les escoles gregues van ser tancades.
El enderrocament del rei Constantí I i l'entrada en guerra oficial de Grècia al costat dels Aliats el juny 1917 permeteren tanmateix a Atenes de reprendre l'avantatge a l'Epir. De retorn al poder, Venizelos obtingué la retirada progressiva de les forces italianes de la part sud de la regió (oficialment grega l'any 1913). Però, malgrat les queixes del Primer ministre grec, Roma va prosseguir la seva ocupació de la prefectura de Argyrokastro (oficialment albanesa l'any 1913). Pel que fa a la « república de Koritsa », la seva autonomia fou força reduïda pels francesos el 27 de setembre de 1917, abans de ser finalment dissolta el 16 de febrer de 1918.

## De la Conferència de Pau al Congrés de Lushnjë

### L'Epir del Nord i Albània al final de la Gran guerra
Quan la Primera Guerra Mundial va acabar, el novembre de 1918, l'Epir del Nord era objecte de les ambicions territorials d'almenys quatre país. A més d'Albània, a qui la regió va ser concedida abans de la guerra, hi havia en principi Grècia, que esgrimia lligams nacionals amb la seva població per justificar les seves reivindicacions. Venia a continuació Itàlia, que desitjava establir-se sobre una part del territori amb la finalitat de millor controlar la mar Adriàtica. Finalment, i en menor mesura, hi havia França, o més aviat l'exèrcit francès, que considerava aprofitar la seva presència a Koritsa per exercir influència sobre els Balcans,.
Naturalment, aquestes reivindicacions contradictòries provoquen tensions entre les potències. Van aixecar la indignació dels patriotes albanesos, ja xocats per la presència militar serbo-croato-eslovena al nord del seu país (regió de Shkodër). És la raó per la qual la qüestió de l'Epir del Nord fou un dels assumptes espinosos confiats a la Conferència de la Pau de París en 1919.

### Venizelos intenta convèncer la Conferència de la Pau

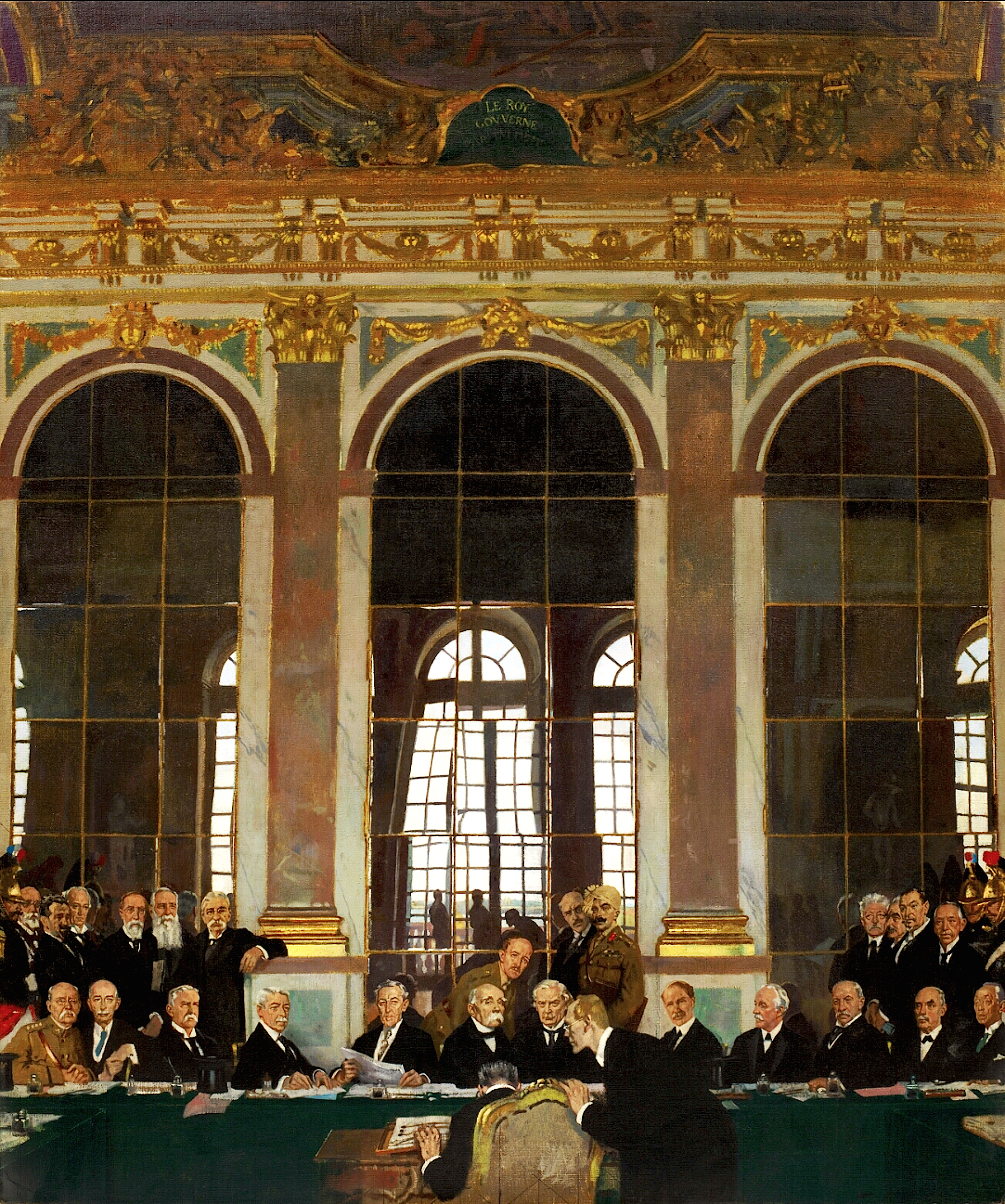
La signatura del tractat de Versalles. Venizelos és el segon, dempeus, des de l'esquerra.

Abans fins i tot del començament de la Conferència de la Pau, el Primer ministre grec Elevthérios Venizelos va fer conèixer les demandes del seu país als Aliats en una «Memòria», el 30 de desembre de 1918. Entre els territoris que el polític reivindicava pel seu país, l'Epir del Nord, on vivien 151 000 ortodoxos, tenia un bon lloc. Venizelos es mostrava tanmateix llest a abandonar una part de la regió, com la zona de Tepelen, amb la finalitat de conservar-ne l'essencial. Perquè no se li poses pas l'argument que els grecs de Albània parlaven l'albanès més que el grec, recordava que l'argument de la llengua per lligar una regió era un argument alemany. Era una referència gairebé no dissimulada al problema d'Alsàcia-Lorena: francesa per tria pels francesos; alemanya lingüísticament pels alemanys. Venizélos al·legava a més que caps de la guerra d'independència grega o dels membres del seu govern, com el general Danglis o l'almirall Koundouriotis, també tenien l'albanès com a llengua materna, però se sentien tanmateix totalment grecs.
Durant la conferència, una comissió específica, dita «afers grecs », fou presidida per Jules Cambon. Allà, Itàlia va expressar la seva oposició al punt de vista de Venizelos, principalment sobre la qüestió de l'Epir del Nord. França va aportar complet suport al primer ministre grec, mentre que el Regne Unit i els Estats Units adoptaren una posició neutre. Venizelos va utilitzar un argument inspirat del president Wilson: la voluntat dels pobles. Recordava que el 1914, un govern autonomista va existir a la regió, que expressava així la seva voluntat de ser grega. Afegia un argument econòmic : segons ell, l'Epir del Nord era més aviat orientat cap a Grècia que cap a Albània.
El 29 de juliol de 1919, un acord secret fou finalment signat entre Elevthérios Venizelos i el ministre d'Afers estrangeres italià Tommaso Tittoni. Regulava els problemes entre els dos països i cedia l'Epir del Nord a Grècia. A canvi, aquesta prometia de sostenir les reivindicacions italianes sobre la resta d'Albània. El 14 de gener de 1920, la sessió de la Conferència, presidida per Georges Clemenceau, va blocar de moment l'acord Tittoni-Venizelos, al·legant que abans de la seva aplicació, calia resoldre el conflicte entre Itàlia i Iugoslàvia,.

### El congrés de Lushnjë i la reacció albanesa

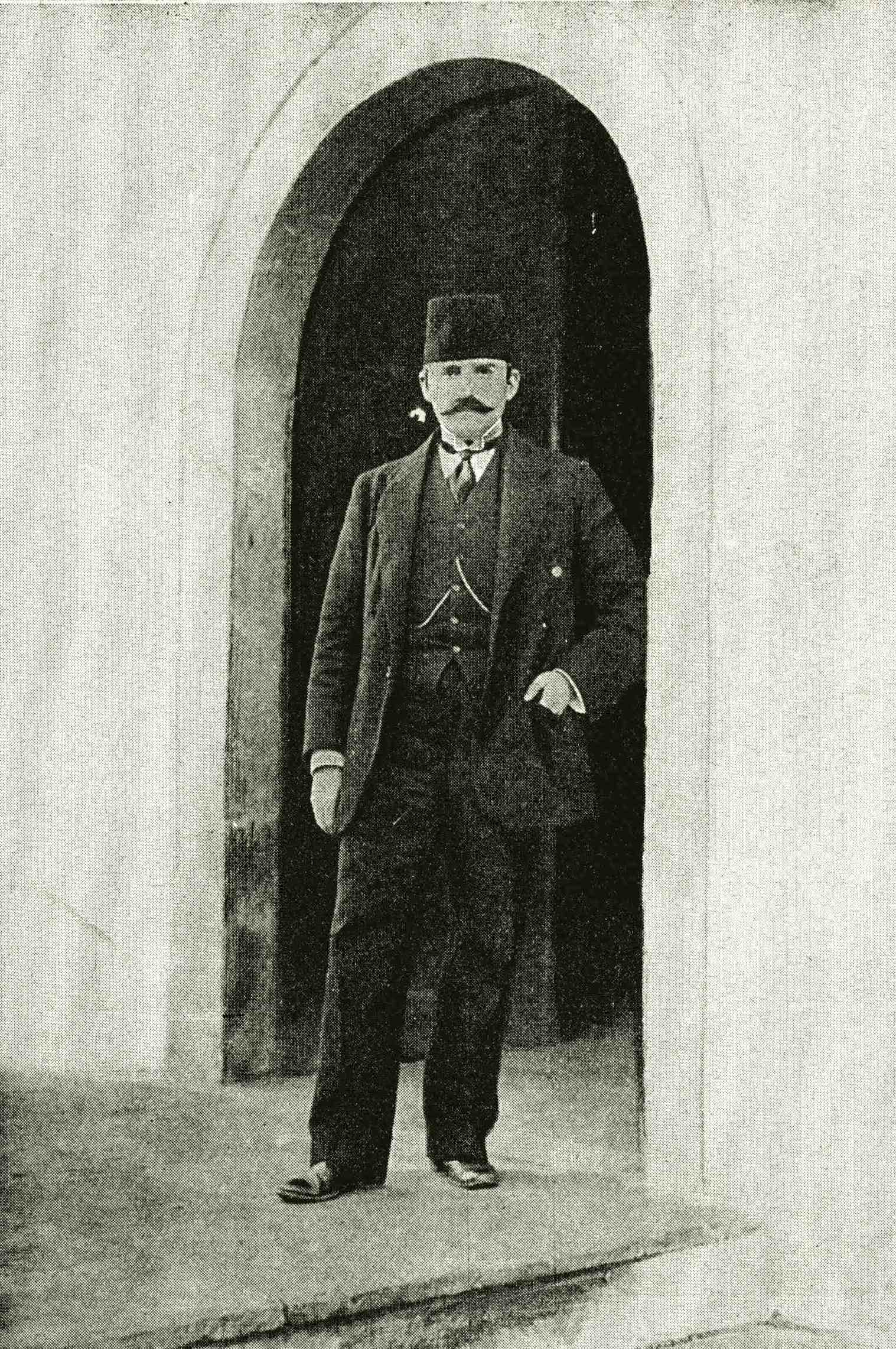
Essad Pasha Toptani (assassinat l'any 1920) simbolitza la divisió dels albanesos al acabar la guerra.

Inaudibles cara als representants de les grans potències i desacreditats per la divisió dels seus caps, els delegats albaneses buscaven obtenir un compromís amb els Aliats. Però, en el seu país mateix, aquesta actitud va indisposar els nacionalistes, ja indignats per la revelació de les clàusules del Pacte de Londres de 1915 que preveia desmantellar Albània en benefici dels seus veïns. Del 21 de gener al 9 de febrer de 1920, un congrés nacional es va reunir a Lushnjë, en el centre del país. Allà, cinquanta-sis delegats, dels quals alguns venien de Koritsa i de Vlora, posaren en marxa les bases d'un nou govern.
El 29 de gener, el congrés adreça a la Conferència de la Pau i a Roma una protesta oficial contra l'actitud de les potències. Els delegats albanesos denunciaven els projectes de partició del seu país i rebutjaren fermament tota idea de protectorat italià. D'altra banda van informar a les potències de la determinació del seu poble a combatre per les armes tota temptativa de domini estranger fins a la independència total d'Albània. Finalment, enviaren a París nous delegats, conduïts pel cristià ortodox Pandeli Evangjeli, amb la finalitat de defensar-hi els interessos de la nació albanesa.

## Albània s'imposa en la regió

### Els albanesos reprenen Koritsa
En març 1920, les tropes franceses van començar a desallotjar la república de Koritsa. Immediatament, l'exèrcit grec va començar a reemplaçar-los amb la finalitat d'impedir els albanesos d'imposar-se a la zona. No obstant això, el pla grec fou revelat als albanesos pel major francès Reynard Lespinasse. El govern provisional va enviar llavors 7 000 homes armats a la regió per impedir els grecs de travessar la frontera. Intercanvi de foc es van produir entre les dues tropes i el pla grec de captura de la ciutat sense lluita va fracassar. Van circular rumors segons els quals els musulmans, tement l'entrada imminent de les tropes gregues a la ciutat, amenaçaven de massacrar la població cristiana. Per evitar un bany de sang, els grecs van acceptar el parer dels governs francès i britànic i renunciaren a ocupar la ciutat després de la sortida dels francesos. Un protocol provisional fou llavors signat entre les dues forces a la població de Kapshticë. Atenes acceptava l'statu quo i reconeixia que era la Conferència de Pau qui havia de decidir la sort de l'Epir del Nord. Els grecs van rebre l'autorització d'ocupar militarment vint-i-sis pobles hel·lenofons situats al sud-est de Koritsa (Korçë). A canvi, els albaneses ocuparien la resta del districte però prometen de protegir la minoria grega, les seves escoles i la seva llibertat d'expressió.

### El abandonament d'Itàlia i la decisió de la Conferència dels Ambaixadors
El 17 de maig de 1920, el Senat dels Estats Units reconeixia els drets de Grècia sobre l'Epir del Nord, en el marc de l'acord Tittoni-Venizélos. Per Atenes fou una gran victòria. Malgrat tot, la situació era encara lluny d'estar regulada. El 29 de maig, les forces albaneses van aconseguir expulsar l'exèrcit italià de Vlora. Algunes setmanes més tard, Roma accepta de reconèixer la independència albanesa i de desallotjar la totalitat del territori amb la finalitat de conservar la possessió de l'illa estratègica de Sazan (Saseno). Des de llavors, el govern italià va denunciar l'acord conclòs amb Grècia i sostingué els interessos albanesos a la Conferència de Pau. Davant l'hostilitat italiana, la Conferència va reexpedir el problema epirota a la Conferència dels Ambaixadors.
Presidida per Paul Cambon, la Conferència dels Ambaixadors confia finalment els districtes de Koritsa (Korçë) i de Argyrokastro (Gjirokästre) al Albània el 9 de novembre de 1920. Decebuda per aquesta decisió però ja compromesa en un conflicte armat amb Turquia, Grècia va desallotjar els 26 pobles hel·lenofons que ocupava i va reconèixer la sobirania del govern de Tirana sobre l'Epir del Nord.

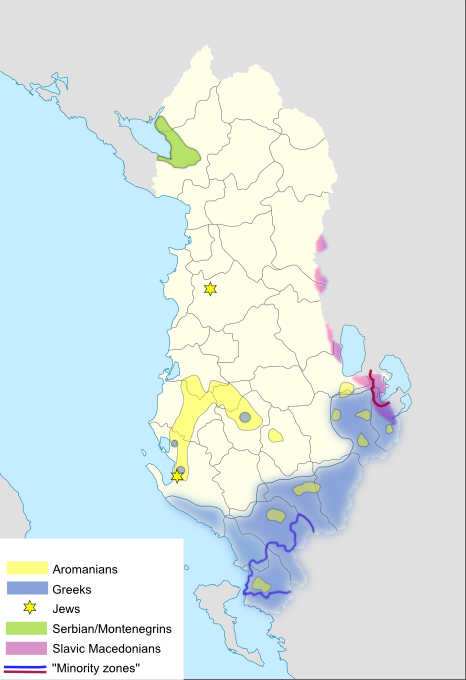
Mapa etnogràfic d'Albània. Les regions acolorides en blau són aquelles que contenen tradicionalment poblacions gregues. Les zones delimitades per línies de blau i de malva són aquelles reconegudes pel govern albanès com pertanyent a les minories grega i macedònia eslava.

### Un reconeixement limitat de la minoria grega
El 2 d'octubre de 1921, el govern albanès de Ilias Bey Vrioni va aprovar el Tractat de Protecció de les Minories Nacionals de la Societat de les Nacions.
No obstant això, una vegada l'Epir del Nord fou reunit a Albània, el país no va reconèixer els drets de la minoria grega més que en zones molt limitades: certes parts de les districtes de Gjirokastre (Argyrokastro) i de Sarandë (Aghioi Saranta) així com tres pobles al voltant de Himarë (Himara). Contràriament al protocol de Corfú, que feia de l'Epir del Nord una regió autònoma, el reconeixement de la minoria grega epirota pel govern no desemboca en cap forma d'autonomia local. De fet, les escoles gregues de la regió foren fins i tot tancades pel poder fins en 1935.

## Historiografia i evolució del moviment autonomista
Segons les fonts albaneses, però també italianes i austrohongareses de l'època, el moviment autonomista epirota era una creació de l'estat grec, ajudat per una minoria dels habitants de la regió, i havia provocat la inestabilitat i el caos en tota Albània. En la historiografia albanesa, el protocol de Corfú no hi és gairebé esmentat. Però, quan és evocat, el protocol és considerat com una temptativa de divisió de l'Estat albanès i com la prova que les grans potències europees no reconeixien pas la integritat nacional albanesa.
Amb la ratificació del protocol de Corfú el 1914, les expressions « Epir del Nord », que era el nom oficial del govern autònom, i, per consegüent, « epirotes del nord », van adquirir un estatus oficial. No obstant això, després de 1921, quan la regió finalment fou cedida a Albània, aquests termes van ser associats a l'irredemptisme grec i van perdre tot estatus legal per part de les autoritats de Tirana. De fet, després d'aquesta data, tota persona que utilitzava aquestes expressions a Albània era considerat com « un enemic de l'Estat ».
La qüestió de l'autonomia epirote va quedar al centre de les relacions diplomàtiques grecoalbanesas. Désitjant de resoldre el problema, el secretari general del PC de la Unió soviètica Nikita Khrusxov en els anys 60 va demanar al cap de l'estat albanès Enver Hoxha de concedir l'autonomia a la minoria grega de la regió però aquesta iniciativa no va tenir continuïtat. En 1991, després de la caiguda del règim comunista albanès, el cap de l'organització Omonoia, representant la minoria grega del país, va demanar l'autonomia de l'Epir del Nord, amb l'argument que els drets conferits per la constitució albanesa a la comunitat hel·lena eren molt precaris. Però la proposició fou altre cop rebutjada, empenyent certs epirotes a radicalitzar-se i a demanar l'annexió de la seva regió a Grècia.
Dos anys més tard, el 1993, quan el cap de Omonoia va explicar públicament que l'objectiu de la minoria grega era d'obtenir la creació d'una regió autònoma a l'interior de la república albanesa sobre la base del protocol de Corfú, va ser immediatament detingut per la policia de Tirana. En 1997, certs analistes albanesos, com Zef Preci, del Albanian Center for Economic Research, estimaven que el risc de secessió de l'Epir del Nord era encara ben viu.

### Història de l'Epir del Nord i de la qüestió epirota
- (en) Natašha Gregorič Bon, Contested Spaces and Negotiated Identities in Dhërmi/Drimades of Himarë/Himara Area, Southern Albania, University of Nova Gorica Graduate School, Nova Gorica, 2008 (llegir en línia Arxivat 2011-06-10 a Wayback Machine.)
- ((francès)) Stefan Popescu, « Els Francesos i la república de Kortcha (1916-1920) » en Guerres mundials i conflictes contemporanis, 2004/1, no 213, pàg. 77-87 (ISBN 9782130556572 ISBN 9782130556572) (llegir en línia)
- ((anglès)) Pyrrhus J. Ruches, Albania's captives, Argonaut, Xicago, 1965
- ((anglès)) Edith Pierpont Stickney, Southern Albania or Northern Epirus in European Internacional Affairs, 1912–1923, Stanford University Press, 1926 (ISBN 9780804761710 ISBN 9780804761710)
- ((anglès)) Tom Winnifrith, Badlands-borderlands: té history of Northern Epirus/Southern Albania, Duckworth, Londres, 2002 (ISBN 0715632019 ISBN 0715632019)

### Història dels Balcans, d'Albània i de Grècia
- ((anglès)) Any Index of events in the military history of the Greek nació, Hellenic Army General Staff, Army History Directorate, Atenes, 1998 (ISBN 960-7897-27-7 ISBN 960-7897-27-7)
- ((alemany)) Katrin Boeckh, Von den Balkankriegen zum Ersten Weltkrieg: Kleinstaatenpolitik und ethnische Selbstbestimmung auf dem Balkan, Wissenschaftsverlag, Oldenbourg, 1996 (ISBN 9783486561739 ISBN 9783486561739)
- ((anglès)) George H. Chase, Greece of Tomorrow, Gardiner Press, 2007. ISBN 9781406707588
- ((francès)) Édouard Driault i Michel Lhéritier, Història diplomàtica de la Grècia de 1821 als nostres dies. Tomes III, IV i V, París, PUF, 1926. (llegir línia)
- ((anglès)) Misha Glenny, The Balkans: Nationalism, War, and the Great Powers, 1804-1999, Viking, 1999 (ISBN 9780670853380 ISBN 9780670853380)
- (en) Nicola Guy, « The Albanian Qüestió in British Policy and the Italian Interv(anglès)ció, August 1914-April 1915 » en Diplomacy & Statecraft, Volum 18, Sortida 1, 2007
- ((alemany)) Valeria Heuberger, Arnold Suppan, Elisabeth Vyslonzil, Brennpunkt Osteuropa: Minderheiten im Kreuzfeuer dels Nationalismus, Wissenschaftsverlag, Oldenbourg, 1996 (ISBN 9783486561821 ISBN 9783486561821)
- ((anglès)) Basil Kondis, Greece and Albania, 1908-1914, Institute for Balkan Studies, Thessalonique, 1976
- ((anglès)) William Miller, The Ottoman Imperi and Its Successors, 1801-1927, Routledge, 1966 (ISBN 9780714619743 ISBN 9780714619743)
- ((anglès)) Owen Pearson, Albania and King Zog: independence, republic and monarchy 1908-1939, I. B. Tauris, 2005 (ISBN 1845110137 ISBN 1845110137)
- ((francès)) Stefan Popescu, « El Albanie en la Política Estrangera de la França, 1919-1940 » en Valahian Periòdic of Historical Studies, no 1/2004, pàg. 20-58 (llegir en línia Arxivat 2012-03-22 a Wayback Machine.)
- (en) Jacob Gould Schurman, The Balkan Wars: 1912-1913, 1916 (llegir (anglès) línia)

### Biografia de personalitat lligades a la qüestió epirota
- ((anglès)) Paschalis Kitromilides, Eleftherios Venizelos: The Trials of Statesmanship, Edinburgh University Press, Édimbourg, 2008 (ISBN 9780748633647 ISBN 9780748633647).